# Broń jądrowa Republiki Południowej Afryki

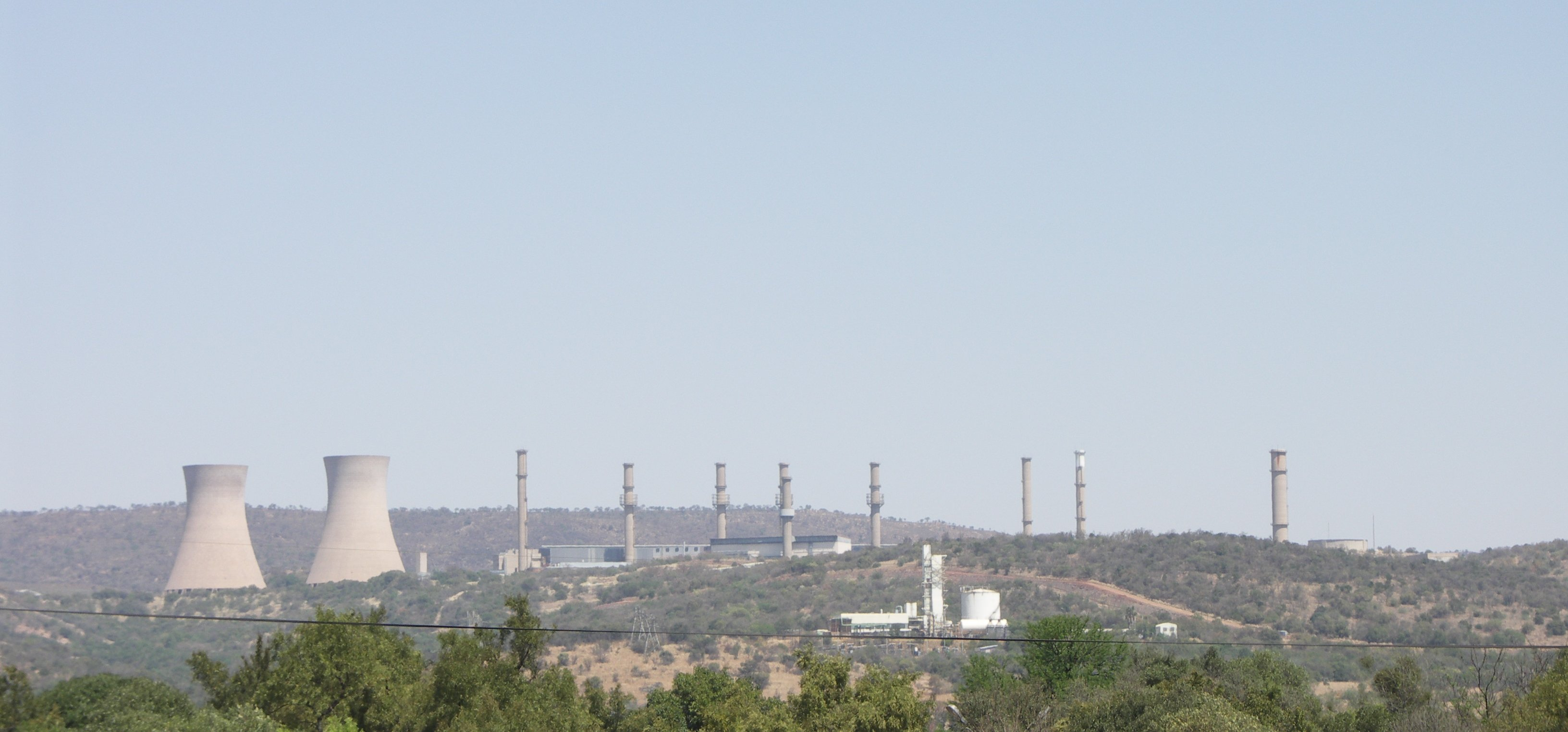
Widok na Centrum Badań Atomowych w Pelindaba, Południowa Afryka

Broń jądrowa Południowej Afryki – siły jądrowe armii Południowej Afryki. Stanowiła element odstraszania nuklearnego.

## Charakterystyka

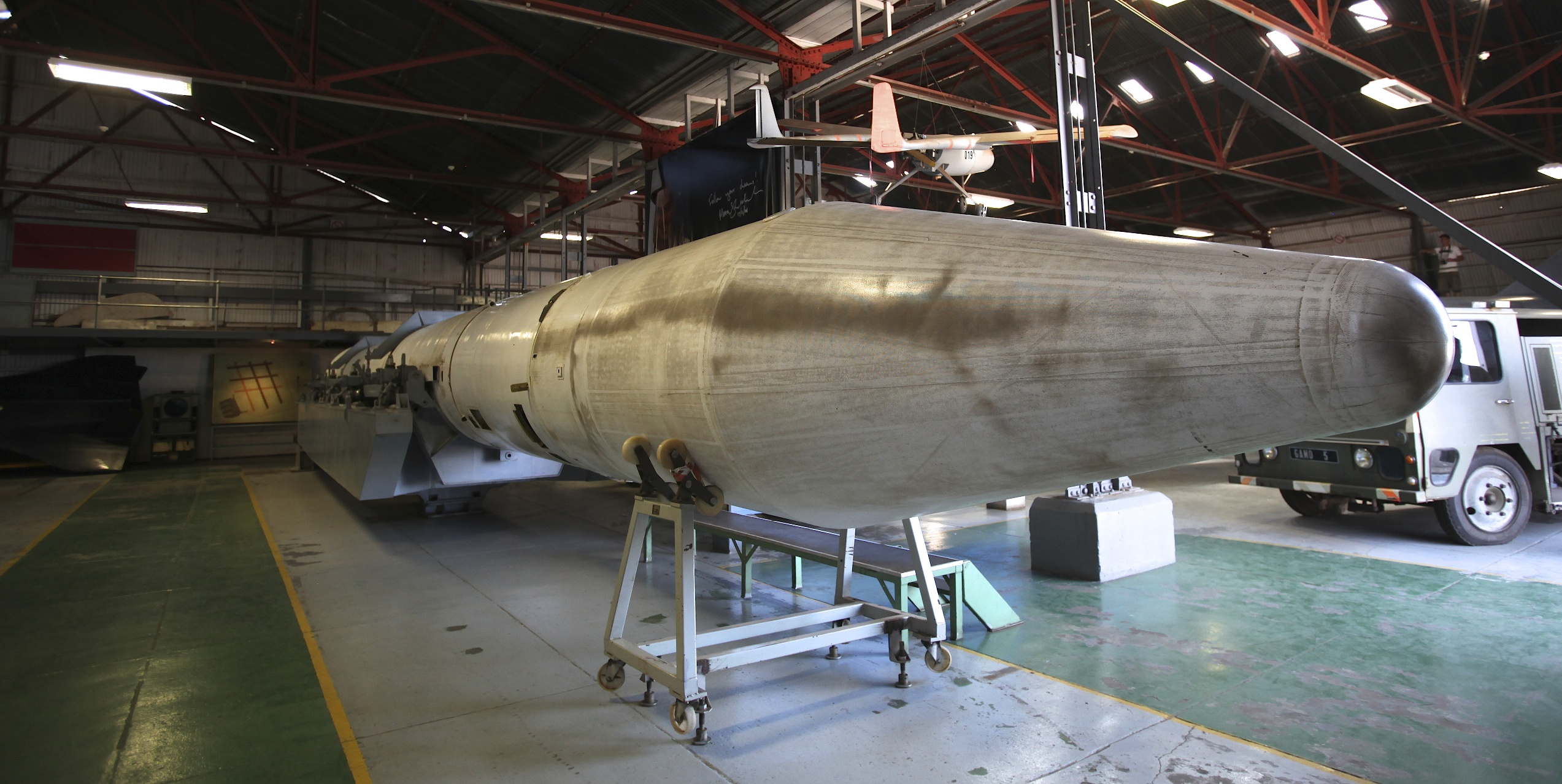
Rakieta RSA-3 eksponowana w muzeum wojskowym w Pretorii (2012)

Głównym powodem rozpoczęcia prac nad skonstruowaniem broni jądrowej było przede wszystkim wrogie nastawienie sąsiadów Południowej Afryki, w tym przybycie do Angoli wojsk kubańskich, wspieranych przez instruktorów z ZSRR, NRD i Rumunii. W zamian za możliwość importu uranu, Stany Zjednoczone dostarczyły Południowej Afryce pierwszy reaktor Safari-1, a specjaliści szkolili się w Wielkiej Brytanii. W drugiej połowie lat 60. XX w. uruchomiony został badawczy ośrodek nuklearny Pelindaba Nuclear Research Center. Rozpoczęto w nim wzbogacanie uranu do celów pokojowych.
Nad militarnym wykorzystaniem energii jądrowej Południowej Afryki zaczęło pracować prawdopodobnie już w 1967. Wydatnej pomocy udzielali naukowcy izraelscy. W zamian za to Południowa Afryka miała zrewanżować się Izraelowi dostawą 300 ton rudy uranowej.
W 1970 w  zakładach Uranium Enrichment Corporation w Valindaba rozpoczęto prace nad wzbogacaniem uranu. W 1977 czyniono przygotowania do przeprowadzenia podziemnej eksplozji jądrowej na pustyni Kalahari. Działania te zostały wykryte przez radzieckiego satelitę szpiegowskiego i w wyniku dyplomatycznych nacisków ze strony Stanów Zjednoczonych i innych krajów – Południowa Afryka odwołała próby. Wydaje się, że Południowa Afryka nie przeprowadziła ani jednej próby jądrowej, chociaż tzw. incydent Vela z 22 września 1979 mógł być wspólną próbą jądrową Południowej Afryki i Izraela.
Na początku lat 90. Południowa Afryka zrezygnowała z posiadania broni jądrowej. Pod koniec 1994 roku inspektorzy Międzynarodowej Agencji Energii Atomowej stwierdzili, że Południowa Afryka nie posiada broni atomowej. Zdaniem wielu publicystów, południowoafrykańska broń atomowa nie została zniszczona, lecz wywieziona do Izraela wraz z zapasem wzbogaconego uranu.
25 lutego 2019 roku Południowa Afryka ratyfikowała Traktat o zakazie broni jądrowej .

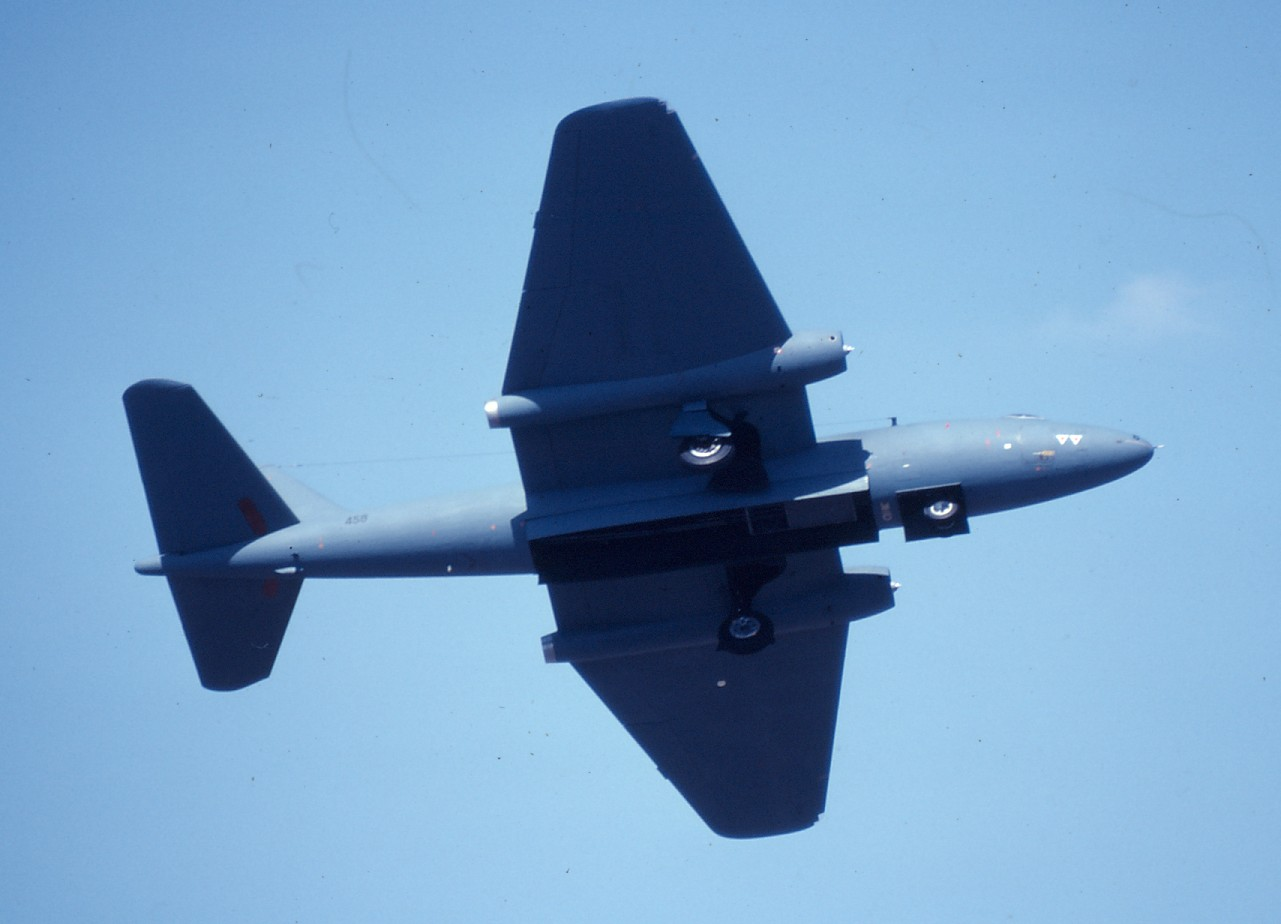
Canberra B 12

## Bomby jądrowe i środki przenoszenia
Ocenia się, że w latach 80. XX w. Południowa Afryka posiadała w swoim wyposażeniu od czterech do sześciu bomb uranowych. Moc wybuchu pojedynczej bomby szacowano na 16−18 kt. Głównym środkiem ich przenoszenia był samolot bombowy Canberra B 12.
W  tym samym czasie, we współpracy z Izraelem, realizowano program budowy naziemnych rakiet balistycznych zdolnych do przenoszenia głowic jądrowych. Skonstruowano rakietę typu RSA, która była wzorowana na izraelskiej Jerycho-2. Łącznie opracowano cztery wersje pocisku o przeznaczeniu wojskowym. W 1992 program ten został przerwany.